# زيادة وسط
الإقحام أو زيادة الوسط المراد بها عند الصرفيين زيادة وسط الكلمة حرفا أو أكثر.

## أمثلة

### عربية
- منع التقاء ساكنين بزيادة الوسط حركة: كلمة فارسي بكسر الراء، وأصلها في اللغة الفارسية هو فارسي[2] بسكون الراء.